# Стефон Марбері
Стефон Зав'єр Марбері (англ. Stephon Xavier Marbury, нар. 20 лютого 1977, Бруклін, США) — американський професійний баскетболіст, що грав на позиції розігруючого захисника за низку команд НБА. Гравець національної збірної США. Згодом — баскетбольний тренер.

## Ігрова кар'єра
На університетському рівні грав за команду Джорджия Тек (1995–1996). 
1996 року був обраний у першому раунді драфту НБА під загальним 4-м номером командою «Мілвокі Бакс». Проте професіональну кар'єру розпочав 1996 року виступами за «Міннесота Тімбервулвз», куди був одразу обміняний після драфту. Захищав кольори команди з Міннесоти протягом наступних 3 сезонів. За підсумками дебютного сезону був включений до першої збірної новачків НБА. За період перебування в «Міннесоті» двічі допомагав команді виходити до плей-оф.
З 1999 по 2001 рік грав у складі «Нью-Джерсі Нетс». 2001 року взяв участь у матчі всіх зірок НБА. 13 лютого 2001 року в матчі проти «Лос-Анджелес Лейкерс» набрав рекордні для себе 50 очок. Незважаючи на високі індивідуальні показники у складі «Нетс», Марбері так і не зміг вивести команду до плей-оф.
2001 року разом з Джонні Ньюманом та Сумайлою Самаке перейшов до «Фінікс Санз» в обмін на Джейсона Кідда та Кріса Дадлі. У складі команди з Фінікса провів наступні 3 сезони своєї кар'єри. 2003 року вдруге взяв участь у матчі всіх зірок НБА. Разом з Амаре Стадемайром та Шоном Меріоном вивели команду до плей-оф, але там «Фінікс» поступився «Сан-Антоніо Сперс».

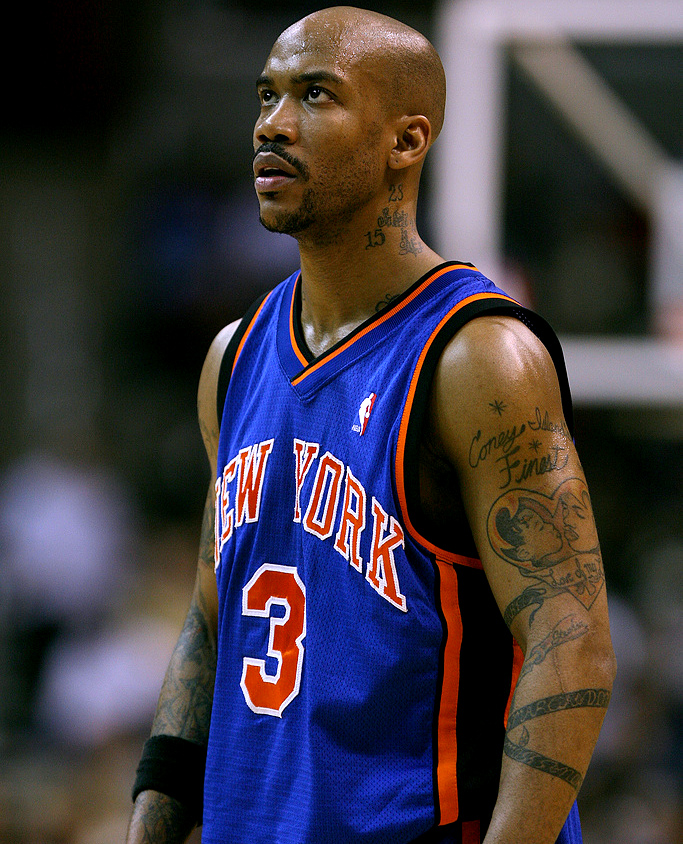
Марбері у складі «Нікс»

Наступною командою в кар'єрі гравця була «Нью-Йорк Нікс», за яку він відіграв 5 сезонів. «Нікс» були улюбленим клубом Стефона з самого дитинства. Проте в новому клубі він поблічно  конфліктував з головним тренером команди Ларрі Брауном, через що його популярність у рідному місті різко впала. Це також стало однією з причин звільнення Брауна по завершенні сезону. Наступного сезону команду очолив Айзея Томас, а команда дещо покращила свою статистику з 23 до 33 перемог.
На початку сезону 2007—2008 Марбері законфліктував вже з Томасом, що призвело до зниження моралі в команді та низки поразок. У лютому 2008 року Марбері травмувався до кінця сезону, а по його завершенні Томаса було звільнено. Новим головним тренером команди став Майк Д'Ентоні. Під час тренувального збору напередодні сезону 2008—2009 Марбері програв конкуренцію за позицію першого номеру Крісу Дугону. Д'Ентоні повідомив, що Стефон всеодно може розраховувати на 35 хвилин ігрового часу, проте останній відмовився, а 1-ого грудня йому заборонили відвідувати тренування команди.
27 лютого 2009 року підписав контракт з «Бостоном».
У січні 2010 року перейшов до складу китайської команди «Шансі Брейв Дрегонс».
Наступною командою в кар'єрі гравця була «Фошань Дралайонс» з Китаю, за яку він відіграв один сезон.
З 2011 по 2017 рік грав у складі китайської команди «Бейцзін Дакс». Тричі ставав чемпіоном Китаю.
Останньою ж командою в кар'єрі гравця стала «Бейцзін Флай Дрегонс» з Китаю, до складу якої він приєднався 2017 року і за яку відіграв один сезон.

## Статистика виступів в НБА

### Регулярний сезон
| Сезон              | Команда                 | GP  | GS  | MPG  | FG%  | 3P%  | FT%  | RPG | APG | SPG | BPG | PPG  |
| ------------------ | ----------------------- | --- | --- | ---- | ---- | ---- | ---- | --- | --- | --- | --- | ---- |
| 1996–97            | «Міннесота Тімбервулвз» | 67  | 64  | 34.7 | .408 | .354 | .727 | 2.7 | 7.8 | 1.0 | .3  | 15.8 |
| 1997–98            | «Міннесота Тімбервулвз» | 82  | 81  | 38.0 | .415 | .313 | .731 | 2.8 | 8.6 | 1.3 | .1  | 17.7 |
| 1998–99            | «Міннесота Тімбервулвз» | 18  | 18  | 36.7 | .408 | .205 | .724 | 3.4 | 9.3 | 1.6 | .3  | 17.7 |
| 1998–99            | «Нью-Джерсі Нетс»       | 31  | 31  | 39.8 | .439 | .367 | .832 | 2.6 | 8.7 | 1.0 | .1  | 23.4 |
| 1999–00            | «Нью-Джерсі Нетс»       | 74  | 74  | 38.9 | .432 | .283 | .813 | 3.2 | 8.4 | 1.5 | .2  | 22.2 |
| 2000–01            | «Нью-Джерсі Нетс»       | 67  | 67  | 38.2 | .441 | .328 | .790 | 3.1 | 7.6 | 1.2 | .1  | 23.9 |
| 2001–02            | «Фінікс Санз»           | 82  | 80  | 38.9 | .442 | .286 | .781 | 3.2 | 8.1 | .9  | .2  | 20.4 |
| 2002–03            | «Фінікс Санз»           | 81  | 81  | 40.0 | .439 | .301 | .803 | 3.2 | 8.1 | 1.3 | .2  | 22.3 |
| 2003–04            | «Фінікс Санз»           | 34  | 34  | 41.6 | .432 | .314 | .795 | 3.4 | 8.3 | 1.9 | .1  | 20.8 |
| 2003–04            | «Нью-Йорк Нікс»         | 47  | 47  | 39.1 | .431 | .321 | .833 | 3.1 | 9.3 | 1.4 | .1  | 19.8 |
| 2004–05            | «Нью-Йорк Нікс»         | 82  | 82  | 40.0 | .462 | .354 | .834 | 3.0 | 8.1 | 1.5 | .1  | 21.7 |
| 2005–06            | «Нью-Йорк Нікс»         | 60  | 60  | 36.6 | .451 | .317 | .755 | 2.9 | 6.4 | 1.1 | .1  | 16.3 |
| 2006–07            | «Нью-Йорк Нікс»         | 74  | 74  | 37.1 | .415 | .357 | .769 | 2.9 | 5.4 | 1.0 | .1  | 16.4 |
| 2007–08            | «Нью-Йорк Нікс»         | 24  | 19  | 33.5 | .419 | .378 | .716 | 2.5 | 4.7 | .9  | .1  | 13.9 |
| 2008–09            | «Бостон Селтікс»        | 23  | 4   | 18.0 | .342 | .240 | .462 | 1.2 | 3.3 | .4  | .1  | 3.8  |
| Усього за кар'єру  | Усього за кар'єру       | 846 | 816 | 37.7 | .433 | .325 | .784 | 3.0 | 7.6 | 1.2 | .1  | 19.3 |
| В іграх усіх зірок | В іграх усіх зірок      | 2   | 0   | 16.5 | .500 | .400 | .500 | .5  | 5.0 | .0  | .0  | 8.0  |

### Плей-оф
| Сезон             | Команда                 | GP | GS | MPG  | FG%  | 3P%  | FT%   | RPG | APG | SPG | BPG | PPG  |
| ----------------- | ----------------------- | -- | -- | ---- | ---- | ---- | ----- | --- | --- | --- | --- | ---- |
| 1996–1997         | «Міннесота Тімбервулвз» | 3  | 3  | 39.0 | .400 | .300 | .600  | 4.0 | 7.7 | .7  | .0  | 21.3 |
| 1997–1998         | «Міннесота Тімбервулвз» | 5  | 5  | 41.8 | .306 | .280 | .783  | 3.2 | 7.6 | 2.4 | .0  | 13.8 |
| 2002–2003         | «Фінікс Санз»           | 6  | 6  | 45.3 | .375 | .227 | .758  | 4.0 | 5.7 | 1.2 | .0  | 22.0 |
| 2003–2004         | «Нью-Йорк Нікс»         | 4  | 4  | 43.5 | .373 | .300 | .680  | 4.3 | 6.5 | 1.8 | .0  | 21.3 |
| 2008–2009         | «Бостон Селтікс»        | 14 | 0  | 11.9 | .303 | .250 | 1.000 | .9  | 1.8 | .1  | .0  | 3.7  |
| Усього за кар'єру | Усього за кар'єру       | 32 | 18 | 29.3 | .355 | .273 | .750  | 2.6 | 4.6 | .9  | .0  | 12.6 |

## Тренерська робота
24 червня 2019 року став головним тренером команди «Бейцзін Роял Файтерс».

## Особисте життя

### Родина
Одружений з Латашаою з 2002 року. Подружжя виховує трьох дітей: Зав'єру, Стефона II та Стефані.
Рідний брат Стефона Зак професійно грав у баскетбол у Венесуелі. Двоюрідний брат Стефона, Себастіан Телфер, також був професійний баскетболістом.

### Меценатство
2001 року пожертвував 250 тисяч доларів жертвам теракту 11 вересня.
2005 року здійсним пожертву до 1 млн. доларів жертвам урагану Катріна.
2007 року виділив по 1 млн. доларів поліцейському відділу Нью-Йорка, пожежному відділу, відділу швидкої допомоги, а також Фонду вчителів Нью-Йорка.

### Власник клубу
20 жовтня 2017 року придбав китайський баскетбольний клуб «Бейцзін Лайонс».